# Ansgars Sogn (Odense Kommune)
 For alternative betydninger, se Ansgars Sogn. (Se også artikler, som begynder med Ansgars Sogn)
Ansgars Sogn er et sogn i Odense Sankt Knuds Provsti (Fyens Stift).
Ansgars Kirke blev indviet i 1902. Samme år blev Ansgars Sogn udskilt fra Sankt Knuds Sogn i Odense Købstad. Før udskillelsen havde Ansgars Sogn et folketal på over 20.000 indbyggere. Odense Købstad hørte geografisk til Odense Herred i Odense Amt og blev ved kommunalreformen i 1970 kernen i Odense Kommune.
Ansgars Sogn bidrog til udskillelsen af Hans Tausens Sogn i 1943. 
Bolbro Kirke blev indviet i 1962 efter at Bolbro Sogn i 1952 var udskilt fra Ansgars Sogn.
I sognet findes følgende autoriserede stednavne:
- Odense Sygehus (station)